# Euro-Tower
Der Euro-Tower ist ein 75 m hoher Aussichtsturm im Europa-Park Rust. Nach dem Prinzip des Gyro-Towers nehmen bis zu 50 Personen am Boden in einer rundum verglasten Kabine Platz, welche anschließend den Mast des Turms hochfährt und sich dabei um die Turmachse dreht. Nach einigen Umdrehungen an der Mastspitze fährt die Kabine wieder hinab. Die Fahrzeit beträgt 217 Sekunden, die Kapazität etwa 600 Personen pro Stunde. Errichtet wurde die im Jahr 1983 eröffnete Anlage durch die Firma Intamin.
Der Turm stand zunächst 1980 in der Gartenausstellung Grün 80 in Basel und hieß Tour St. Jaques. 1981 wechselte er zur Bundesgartenschau in Kassel, im Folgejahr zur Floriade in Amsterdam, bevor er 1983 seinen dauerhaften Standort im Europa-Park fand.
Die Aussicht umfasst neben dem Gelände des Europa-Parks Teile der Rheinebene, den Schwarzwald im Osten, den Kaiserstuhl im Süden und die Vogesen im Westen. Der Turm bietet dabei die seltene Möglichkeit, das Rheintal aus seiner Mitte zu überblicken, wohingegen sich die meisten Aussichtspunkte an den Talrändern befinden.

## Aussicht

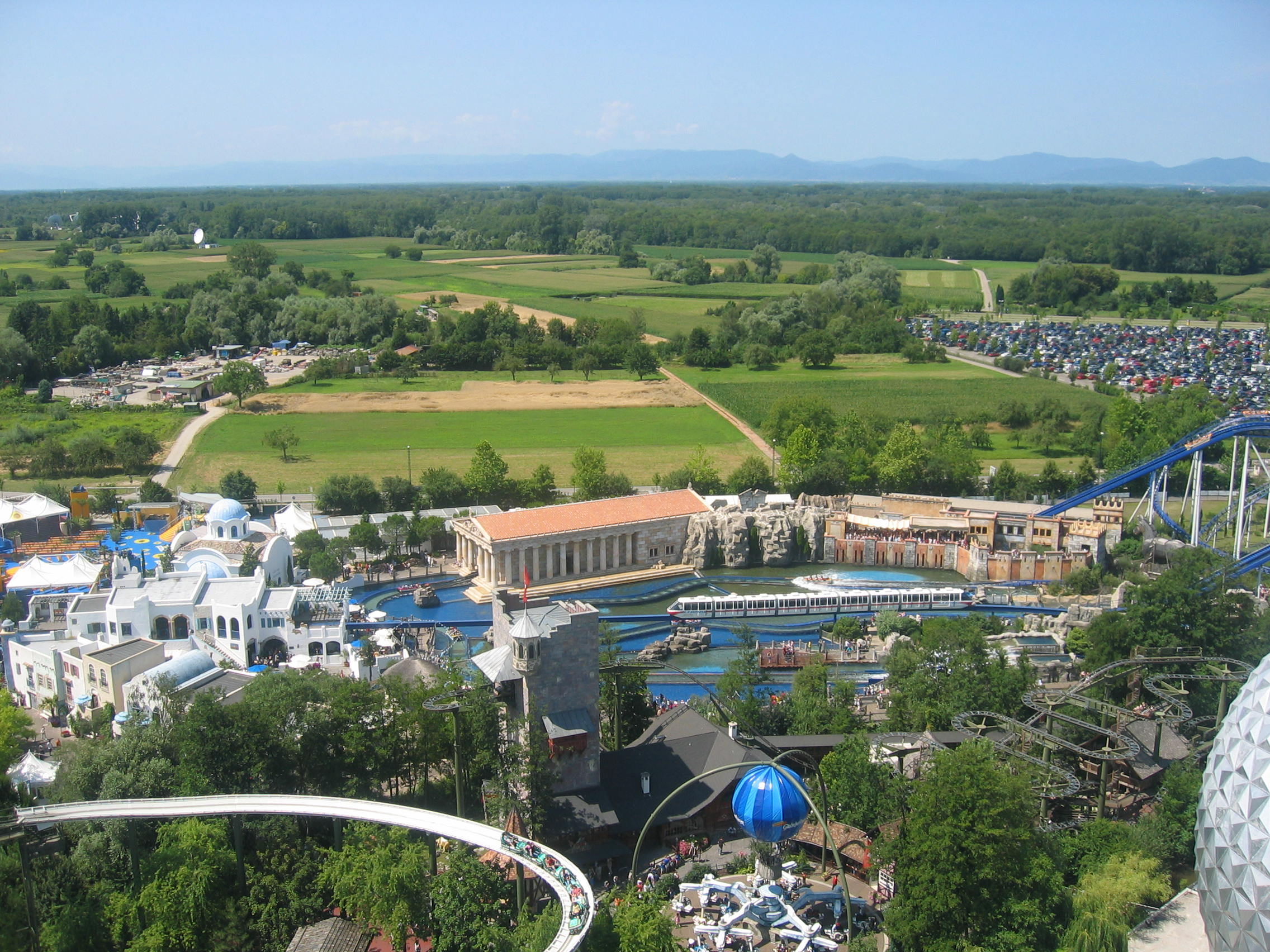
Blick vom Euro-Tower über den griechischen Teil des Europa-Parks und die Rheinebene bis zu den Vogesen
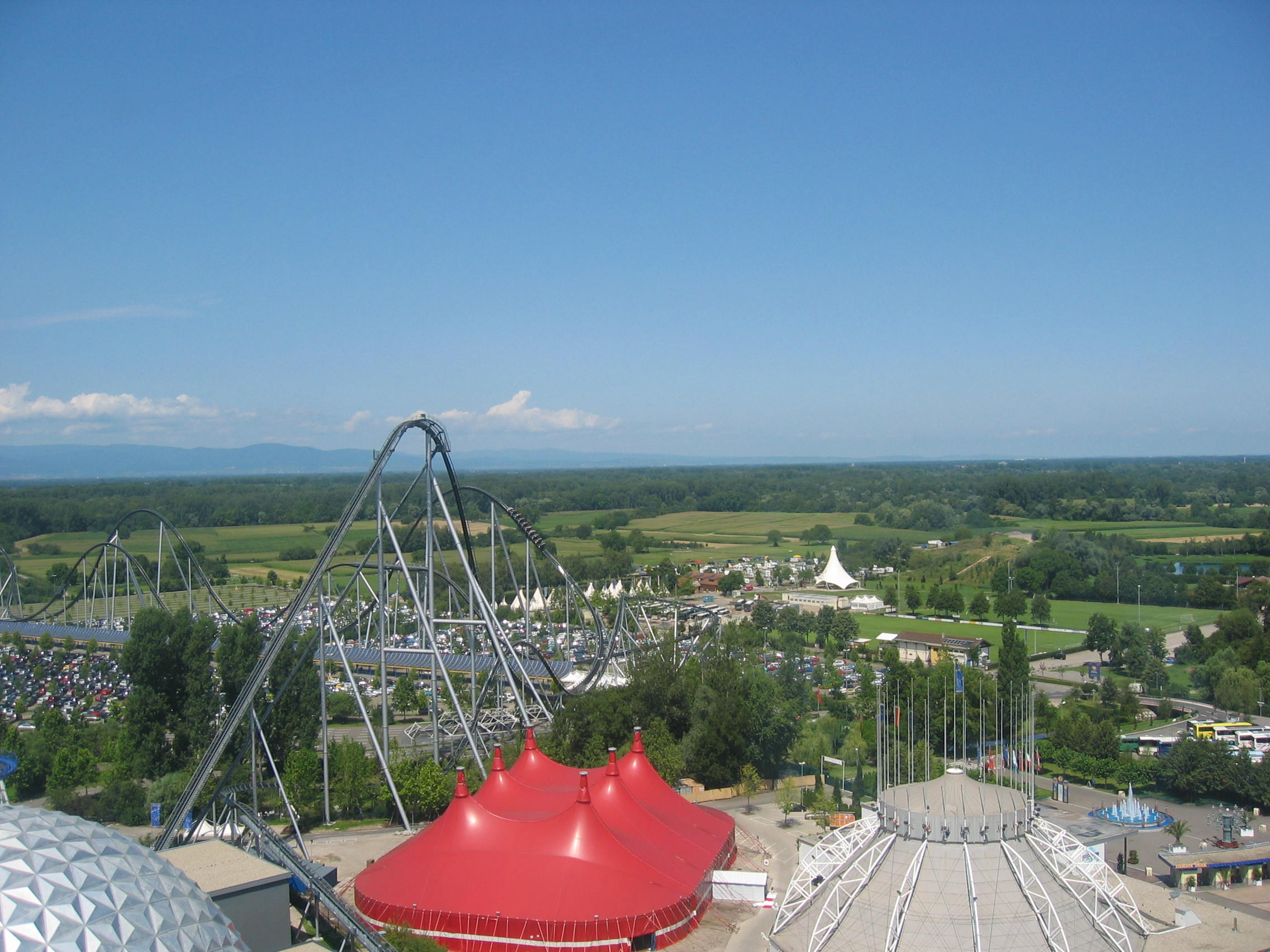
Blick vom Euro-Tower auf die Achterbahn Silver Star